# نسرین شکوفی
نسرین شکوفی، بازیکن تیم ملی والیبال زنان ایران بود.

## زندگی ورزشی

تیم ملی والیبال ایران پیش از دریافت نخستین مدال تاریخ والیبال بانوان ایران. دوشنبه ۲۸ آذر ۱۳۴۵ در تالار سرپوشیده بانکوک. بانوان به ترتیب از راست: لیلی امامی، عذرا ملک، ژاله سید هادی‌زاده، پری فردی، مینا فتحی، روحی پندنواز، نسرین شکوفی، مهری خرازی و ماری تت (کاپیتان)

نسرین شکوفی بازیکن تیم ملی والیبال ایران و عضو تیم انجمن دوشیزگان و بانوان بود. او با تیم انجمن، ۷ بار قهرمان تهران شد و به همراه تیم ملی والیبال زنان ایران، در سال ۱۳۴۵، با کسب مدال برنز، نخستین مدال والیبال زنان ایران را در بازی‌های آسیایی ۱۹۶۶ بانکوک به دست آورد. در این رقابت‌ها نام اعضای تیم والیبان زنان ایران به عنوان اولین بانوان مدال آور بازی‌های آسیایی در تاریخ ورزش زنان ایران ثبت شد.